# Goffrei Gaimar
Goffrei, Geffrei o Goffredo Gaimar (fl. XII secolo), è stato un poeta, traduttore e cronista normanno.

## Biografia
Non si sa praticamente nulla sulla vita di Gaimar, se non che è vissuto nella prima metà del XII secolo. Fece forse parte della corte di Ugo d'Avranches, conte di Chester, e poi di quella di Davide lo Scozzese, vescovo di Bangor.
Era un profondo conoscitore dell'Historia Regum Britanniae di Goffredo di Monmouth, che tradusse in lingua volgare franco-normanna dall'originale latino su commissione di Constance, moglie del conte Ralph FitzGilbert. È per questo considerato uno dei primi propugnatori dell'uso del volgare al posto del latino durante il medioevo.
Gaimar attinse inoltre a piene mani dall'Historia per scrivere la propria opera, l'Estoire des Englais, un poema storico-mitologico di 6000 ottosillabi (di cui solo un migliaio giunti fino ad oggi) sulla storia inglese dall'invasione anglosassone della Britannia del V secolo fino alla morte di Guglielmo II d'Inghilterra nel 1100. Probabilmente il poema comprendeva anche parte della mitologia greco-romana e della storia antica, ma tali parti sono andate del tutto perse. È inoltre uno dei primi cronisti a menzionare la figura di Leir, un capo britanno dell'VIII secolo che sarebbe servito da ispirazione a William Shakespeare per la composizione del Re Lear.
La sua cronaca offre preziose informazioni sulla storia e la cultura dell'epoca. La sua opera fornisce un resoconto dettagliato degli eventi dall'arrivo degli Anglosassoni fino al suo periodo, offrendo un'importante prospettiva normanna sull'evoluzione dell'Inghilterra medievale. Gaimar ha contribuito significativamente alla documentazione storica, preservando dettagli unici e prospettive di un'epoca cruciale.